# TT249
La tombe thébaine TT 249 est située à Cheikh Abd el-Gournah, dans la nécropole thébaine, sur la rive ouest du Nil, face à Louxor en Égypte.
C'est la tombe d'un dénommé Néferrenpet, fournisseur de dattes et de gâteaux dans le temple d'Amenhotep III.